# Assumption University (Windsor)
L'Assumption University è un'università pubblica di indirizzo cattolico con sede a Windsor, nell'Ontario, Canada.
L'Assumption College fu fondato dai gesuiti nel 1857. Fu affiliata alla University of Western Ontario nel 1920 e nel 1956 alla University of Windsor